# كهف تيتونا
يقع كهف تيتونا على بعد ميل واحد (1.6 كم) من قوس الينابيع "Arch Springs"، بنسيلفانيا في وادي الغرق "Sinking Valley"، بالقرب من تيرون و ألتونا بنسيلفانيا، في الولايات المتحدة.